# H.M. Brock
Henry Matthew Brock ou H.M. Brock (Cambridge, 11 de julho de 1875 — Cambridge, 21 de julho de 1960) foi um ilustrador e pintor de paisagens britânico do final do século XIX e início do século XX.

## Carreira
Nascido em Cambridge, na Inglaterra, Henry Brock era um de quatro filhos de Edmund Brock (1841–1921), um leitor especializado em idiomas orientais na Cambridge University Press e esposa Mary Ann Louise (1836-1901) (née Peagram). HM Brock era o irmão mais novo do artista mais conhecido Charles Edmund Brock, com quem dividiu um estúdio em 1894. HM Brock estudou na então então Cambridge School of Art, atual Universidade de Anglia Ruskin. Como o irmão, ele contribuiu para a revista Punch. Enquanto Charles Edward Brock pintava óleos e foi eleito membro da Instituição Britânica, H.M. Brock trabalhou tanto em publicidade quanto na ilustração de livros. Por exemplo, ilustrou Great Expectations de Charles Dickens e produziu quatro placas coloridas para uma edição de 1935 de A Christmas Carol. Além disso, Brock foi um dos sete artistas que contribuíram com ilustrações para a história de Arthur Conan Doyle, em 1909, Sherlock Holmes, His Last Bow. HM Brock forneceu ilustrações para o livro "O que Katy fez em casa e na escola", de Susan Coolidge, publicado para a Royal Library for Boys and Girls à volta de 1918.
A Universidade de Reading possui uma coleção de H.M. Brock, composta por cerca de 2000 livros nos quais o trabalho de Brock foi publicado, muitos volumes e volumes de periódicos, coisas efêmeras como cartões de cigarro e fotos, incluindo mais de 70 desenhos originais.

## Lista de Publicações
- Ensaios de Leigh Hunt (1891)